# Silvius Dornier
Silvius J. Dornier (* 12. April 1927 in Friedrichshafen; † 19. Juni 2022 in München) war ein deutscher Ingenieur, Unternehmer und Verleger.

## Leben
Dornier war der dritte Sohn von Claude Dornier, studierte wie sein Vater Luftfahrttechnik und erwarb den akademischen Grad eines Diplom-Ingenieurs. Im Unternehmen des Vaters, den Dornier-Werken, war er auch im Vorstand tätig. Nach der Mehrheitsübernahme von Dornier 1985 durch Daimler-Benz blieb er mit rund 22 % Mitgesellschafter. 2002 trennte er sich von den Anteilen und tauschte sie in Daimler-Chrysler-Aktien um.
Bekannt wurde Dornier als Geschäftsführer der Dornier-Werke in Friedrichshafen und als Verleger und Eigentümer der Verlagsgruppe Dornier, aus der er sich 2006 anlässlich seines nahenden 80. Geburtstags zurückzog. Er lebte in Friedrichshafen und war Initiator und einer der Stifter des dortigen Dornier-Museums. In der Luftfahrtbranche war er mit verschiedenen Unternehmen und Beteiligungsgesellschaften weiter involviert.
1996 gründete Dornier die nach seiner verstorbenen Frau und ihm benannte Esther und Silvius Dornier Stiftung, die zum Ziel hat, begabten Mädchen und Jungen den Besuch ausgewählter Internate, und zwar der Schule Schloss Salem, des Landesgymnasiums St. Afra, der Landesschule Pforta, der Schule Birklehof sowie des Internats Solling, zu ermöglichen.
1999 kaufte das nach ihm benannte Unternehmen Silvius Dornier GmbH & Co. KG das Schlossgut Groß Schwansee im Kalkhorster Ortsteil Groß Schwansee (Mecklenburg-Vorpommern) in direkter Lage an der Ostsee. Dornier ließ das klassizistische Gebäude sanieren und richtete darin ein Luxushotel ein.
Dornier starb im Juni 2022 im Alter von 95 Jahren im Kreis seiner Familie in München.